# Ederson Tormena
Ederson Tormena, meglio noto come Ederson (Brusque, 14 marzo 1986), è un ex calciatore brasiliano con cittadinanza italiana, di ruolo centrocampista.

## Carriera
Ha giocato nella massima serie dei campionati brasiliano, belga e greco.

## Palmarès

### Club

#### Competizioni statali
- Campionato Gaúcho: 2

Internacional: 2003, 2004